# Акёз, Симге
Симге-Шебнем Акёз (тур. Simge Şebnem Aköz; род. 23 апреля 1991, Самсун, Турция) — турецкая волейболистка. либеро.

## Биография
Родилась в Самсуне, но в детстве переехала с семьёй в Стамбул, где в 7-летнем возрасте начала заниматься волейболом в спортивном клубе «Артвин». До 2016 года играла за «Юнспед», «Йешилъюрт», «Чанаккале», «Халкбанк». С 2016 выступает за «Эджзаджибаши», в составе которого становилась чемпионкой и призёром чемпионатов Турции, обладателем Кубка и Суперкубка (трижды) страны, дважды победителем и трижды призёром клубных чемпионатов мира и дважды выигрывала Кубок ЕКВ.
В 2017 году Акёз дебютировала в сборной Турции. В составе национальной команды страны участвовала в Олимпийских играх 2020, дважды — в чемпионатах мира (2018 и 2022), становилась чемпионкой (2023) и призёром чемпионатов Европы (2017, 2019 и 2021), победителем (2023) и призёром Лиги наций (2018 и 2021). 

### Клубная карьера
- до 2005 —  «Артвин» (Стамбул) — молодёжная команда;
- 2005—2010 —  «Юнспед» (Стамбул);
- 2010—2014 —  «Йешилъюрт» (Стамбул);
- 2014—2015 —  «Чанаккале» (Чанаккале);
- 2015—2016 —  «Халкбанк» (Анкара);
- с 2016 —  «Эджзаджибаши» (Стамбул).

## Достижения

### С клубами
- чемпионка Турции 2018;
  - 3-кратный серебряный (2019, 2023, 2024) и двукратный бронзовый (2022, 2025) призёр чемпионатов Турции.
- победитель розыгрыша Кубка Турции 2019;
  - 4-кратный серебряный призёр Кубка Турции — 2018, 2021, 2024, 2025.
- 3-кратный обладатель Суперкубка Турции — 2018, 2019, 2020.

- серебряный (2023) и бронзовый (2017) призёр Лиги чемпионов ЕКВ.
- двукратный победитель розыгрышей Кубка Европейской конфедерации волейбола — 2018, 2022.
- двукратная чемпионка мира среди клубных команд — 2016, 2023;
  - серебряный (2019) и двукратный бронзовый (2018, 2022) призёр клубных чемпионатов мира.

### Со сборными Турции
- победитель Лиги наций 2023;
  - серебряный (2018) и бронзовый (2021) призёр Лиги наций.
- чемпионка Европы 2023;
  - серебряный (2019) и двукратный бронзовый (2017, 2021) призёр чемпионатов Европы.

### Индивидуальные
- 2019: лучшая либеро чемпионата Европы.
- 2019: лучшая либеро клубного чемпионата мира.